# Möösliturm
Der Möösliturm ist ein Beobachtungsturm aus Holz und befindet sich in der Gemeinde Düdingen im Kanton Freiburg in der Schweiz. 
Über drei Leitern mit insgesamt 44 Stufen erreicht man die Plattform in 8 Meter Höhe. Der Aussichtsturm ist ca. 11 Meter hoch.
Im Norden erblickt man das Düdinger Moos und im Süden reicht die Sicht bis zu den Freiburger Alpen. Das Gebiet ist als Amphibienlaichgebiet, als Hoch- und Übergangsmoor und als Flachmoor von nationaler Bedeutung geschützt.

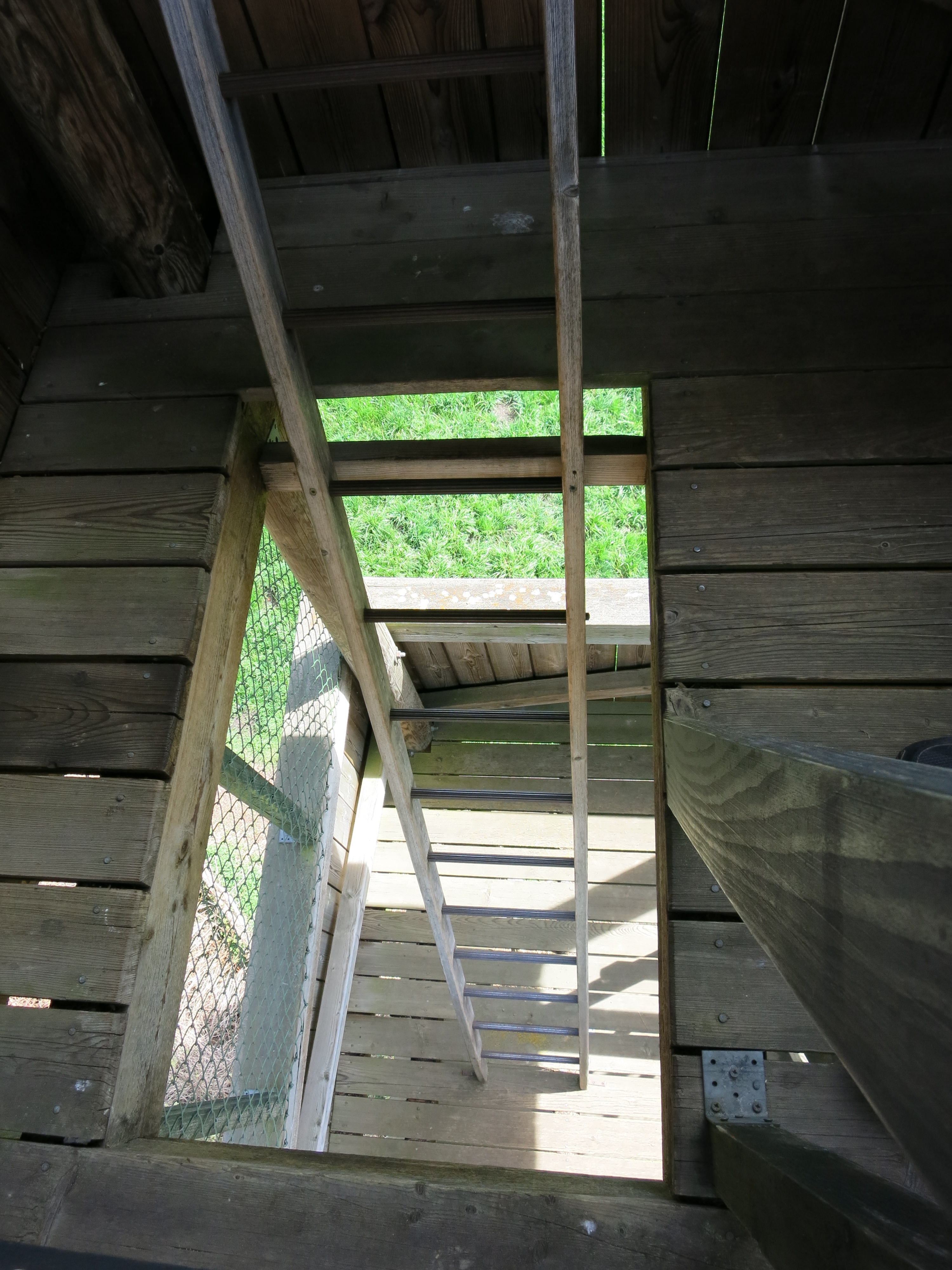
Leiter
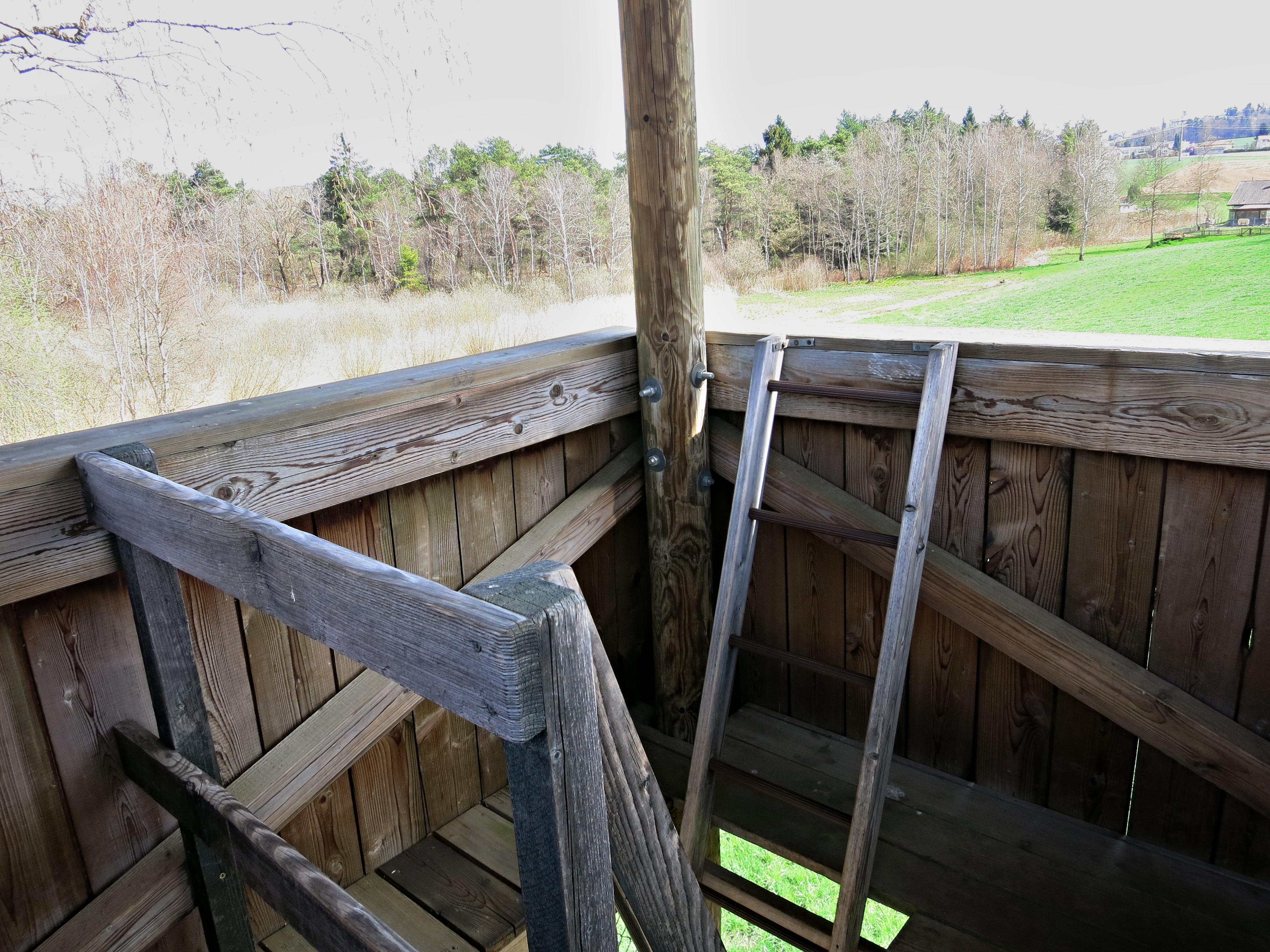
Aussichtsplattform